# Hands (The Raconteurs)
Hands è un singolo del gruppo rock The Raconteurs, pubblicato nel 2006 ed estratto dall'album Broken Boy Soldiers.

## Tracce
- CD

1. Hands
2. Intimate Secretary (live)

## Formazione
- Jack White
- Brendan Benson
- Jack Lawrence
- Patrick Keeler